# Manifestació Unite the Right
La manifestació Unite the Right (anglès: Unite the Right rally, literalment manifestació Uniu la Dreta; també coneguda com a manifestació de Charlottesville), va ser una protesta dirigida per grups d'ultradreta contraris a la retirada del monument eqüestre dedicat al general confederat Robert Edward Lee de Charlottesville (Virgínia). Entre els manifestants es trobaven supremacistes blancs, nacionalistes blancs, neoconfederats, neonazis i milicians.
L'esdeveniment va acabar en violència quan protestants i contramanifestants van començar a barallar-se entre ells. Com que cada vegada era pitjor, el governador de Virgínia va declarar l'estat d'emergència, exposant que la seguretat pública no podia assegurar-se sense aquests poders addicionals. En una hora, la Policia Estatal de Virgínia va declarar il·legal la manifestació, com a conseqüència dels actes violents que s'hi havien desenvolupat. Dues hores més tard, un home va llançar el seu cotxe contra una multitud de contramanifestants, ferint 20 persones (una de les quals va morir). El Fiscal General dels Estats Units, Jeff Sessions, va denunciar l'acte com un cas de terrorisme domèstic, iniciant una investigació sobre drets civils per determinar si es podia jutjar en un tribunal per delicte d'odi. Unes altres 19 persones van patir ferides als carrers relacionades amb els actes violents de la manifestació.
Donald Trump fou criticat per condemnar l'esdeveniment amb tebiesa, sense denunciar explícitament l'acció dels supremacistes blancs en les seves primeres declaracions. Al cap de dos dies, però, Trump va condemnar el Ku Klux Klan, els grups neonazis, els supremacistes blancs i altres grups d'odi, un gest que va corregir al cap de poques hores, insistint en repartir la culpa dels disturbis entre totes es faccions participants.